# رسالة في زجاجة

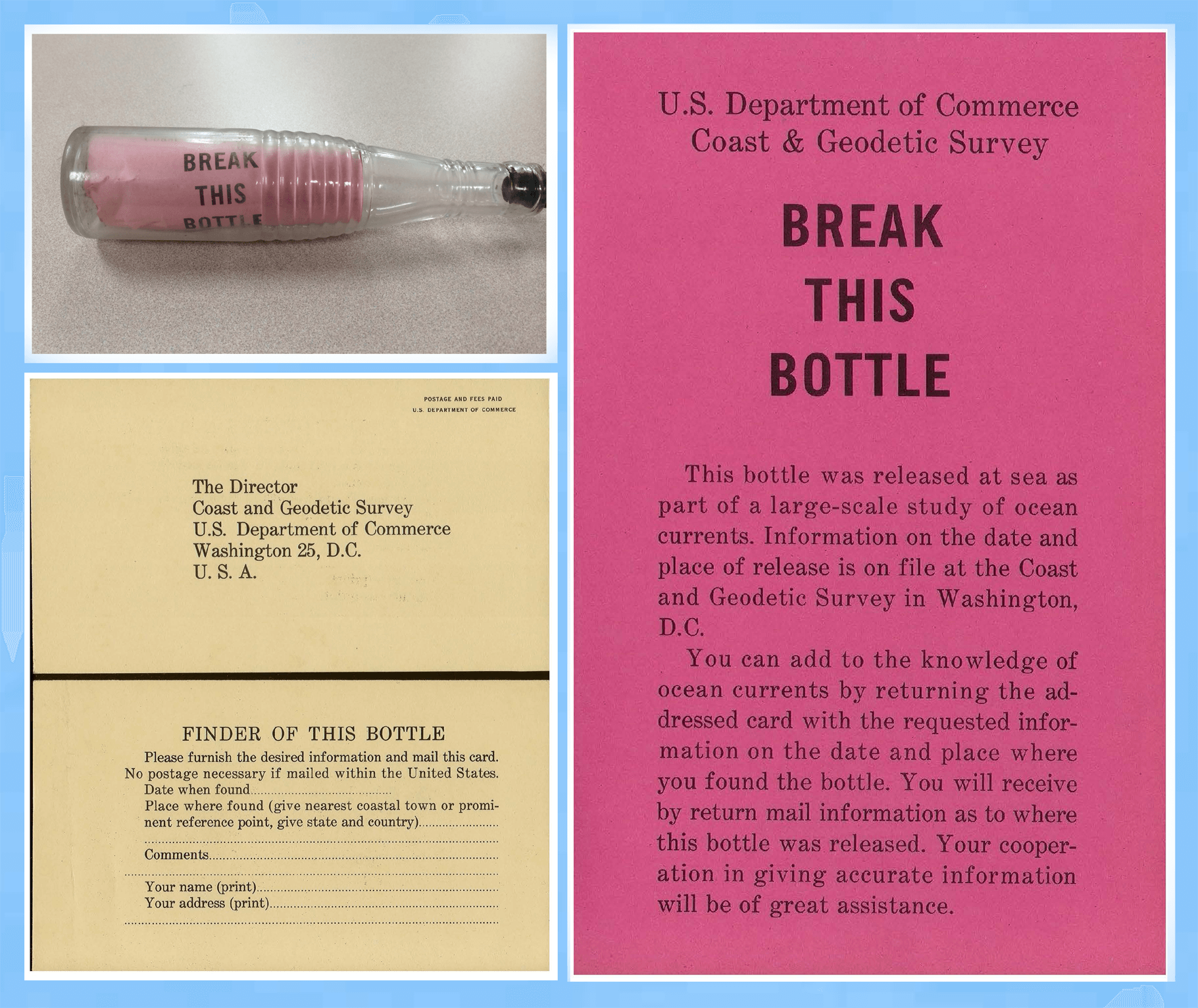
تم إطلاق هذه الزجاجة ومحتوياتها (نموذج البطاقة البريدية والملحق الموضح أعلاه) في عام 1959 من قبل هيئة المسح الساحلي والجيوديسي بالولايات المتحدة وتم العثور عليها في عام 2013.

رسالة في زجاجة (مختصر بالأنجليزية MIB) هي شكل من أشكال الاتصال حيث يتم إغلاق الرسالة في حاوية (عادةً زجاجة) ويتم إطلاقها في وسيلة نقل (عادةً جسم مائي).
تم استخدام الرسائل المعبأة في زجاجات لإرسال رسائل استغاثة، في الدراسات العلمية الجماعية لتيارات المحيطات، كتكريم تذكاري، ولإرسال رماد الأحباء المتوفين في رحلة أخيرة، ولنقل تقارير البعثة، ولحمل رسائل أو تقارير من أولئك الذين يصدقون أنفسهم. ليكون محكوما عليه. تم أيضًا إرسال الدعوات إلى أصدقاء المراسلة المحتملين والرسائل إلى اهتمامات الحب الفعلية أو المتخيلة كرسائل في زجاجات.
غالبًا ما كانت التقاليد المحيطة بالرسائل المعبأة في الزجاجات ذات طبيعة رومانسية أو شعرية.
لقد توسع استخدام مصطلح "رسالة في زجاجة" ليشمل استخدامات مجازية أو استخدامات تتجاوز معناها التقليدي مثل الرسائل المعبأة في زجاجات والتي يتم إطلاقها في المحيطات. تم تطبيق المصطلح على اللوحات الموجودة على المركبات التي تم إطلاقها في الفضاء الخارجي، والرسائل اللاسلكية بين النجوم، والكبسولات الزمنية الثابتة، وبريد البالون، والحاويات التي تخزن المعلومات الطبية لاستخدامها من قبل العاملين في مجال الطوارئ الطبية.
مع تزايد الوعي بأن الزجاجات تشكل نفايات يمكن أن تضر بالبيئة والحياة البحرية، يميل علماء البيئة إلى تفضيل بطاقات الانجراف القابلة للتحلل والكتل الخشبية.

## تاريخ واستخدامات
قد يعود تاريخ الرسائل المعبأة في زجاجات إلى حوالي 310 قبل الميلاد، في دراسات تيارات المياه المشهورة التي أجراها الفيلسوف اليوناني ثيوفراستوس. تسجل ملحمة القرون الوسطى اليابانية "حكاية هايكه" قصة شاعر منفي أطلق في حوالي عام 1177 بعد الميلاد ألواحًا خشبية كتب عليها قصائد تصف محنته. في القرن السادس عشر، أنشأت الملكة إليزابيث الأولى منصبًا رسميًا باسم "Uncorker of Ocean Bottles"، معتقدة أن بعض الزجاجات قد تحتوي على أسرار من جواسيس أو أساطيل بريطانية. أصدرت قرارًا بأن أي شخص آخر يفتح الزجاجات قد يواجه عقوبة الإعدام. (ومع ذلك، فقد قيل أن هذه أسطورة) في القرن التاسع عشر، ظهرت أعمال أدبية مثل رواية إدغار آلان بو عام 1833"مخطوطة وجدت في زجاجة" وكتاب تشارلز ديكنز عام 1860 "رسالة من العالم" البحر "ألهم شغفًا شعبيًا دائمًا بإرسال الرسائل المعبأة في زجاجات.
توفر التجارب العلمية التي تتضمن الأجسام المنجرفة - والتي تسمى عمومًا الانجرافات المحددة - معلومات حول التيارات وتساعد الباحثين على تطوير خرائط دوران المحيطات. على سبيل المثال، أشارت التجارب التي أجراها بنجامين فرانكلين وآخرون في منتصف القرن الثامن عشر إلى وجود تيار الخليج وموقعه التقريبي، وتبع ذلك تأكيد علمي في منتصف القرن التاسع عشر. باستخدام شبكة من المخبرين على الشاطئ، يُعتقد أن الأدميرال ألكسندر بيشر هو أول (من 1808 – 1852) يدرس سفر ما يسمى "أوراق الزجاجة" حول دوامة المحيط (نظام تيار متداول كبير). في أواخر القرن التاسع عشر، قرر ألبرت الأول، أمير موناكو، أن تيار الخليج يتفرع إلى انجراف شمال الأطلسي وتيار جزر الأزور. في تسعينيات القرن التاسع عشر، أطلق العالم الاسكتلندي تي. ويميس فولتون زجاجات عائمة وشرائح خشبية لرسم التيارات السطحية لبحر الشمال لأول مرة. من خلال إطلاق زجاجات مصممة للبقاء على مسافة قصيرة فوق قاع البحر، أثبت عالم الأحياء البحرية البريطاني جورج باركر بيدر الثالث لأول مرة في أوائل القرن العشرين أن تيارات البحر العميقة تتدفق من الشرق إلى الغرب في بحر الشمال وأن مغذيات القاع تفضل التحرك ضد التيار.
استخدمت هيئة المسح الساحلي والجيوديسي بالولايات المتحدة (USC&GS) الزجاجات العائمة من عام 1846 إلى عام 1966. في الآونة الأخيرة، سمحت التقنيات التي تتضمن علامات الأقمار الصناعية، ووحدات تحديد التيار الثابت، والاتصالات عبر الأقمار الصناعية بتحليل أكثر كفاءة لتيارات المحيطات: في أي وقت من الأوقات، تقوم الآلاف من "الانجرافات" الحديثة بنقل الموقع الحالي ودرجة الحرارة والسرعة وما إلى ذلك إلى الأقمار الصناعية، وبالتالي تجنب اعتماد الزجاجات العائمة التقليدية على الاكتشافات الصدفة والتعاون من قبل المواطنين ذوي الضمير الحي.
وقد وفرت دراسات الزجاجة المنجرفة طريقة بسيطة للتعرف على حركة المياه غير المدية التي تحتوي على بيض ويرقات الأسماك ذات الأهمية التجارية، لتقاسمها بين علماء مصايد الأسماك وعلماء المحيطات. تحاكي مثل هذه التجارب انتقال الملوثات مثل الانسكابات النفطية، وتدرس تكوين الدوامات المحيطية " دوامة النفايات"، وتقترح مسارات سفر الأنواع الغازية. يتم الكشف عن التيارات المستمرة للسماح للسفن بركوب التيارات المواتية وتجنب التيارات المعاكسة. مسارات السفر المتوقعة للمخاطر الملاحية، مثل الألغام البحرية، تنصح بطرق شحن أكثر أمانًا. وحتى في الممرات المائية الداخلية، تقدم الانجرافات لاسلكيًا بيانات في الوقت الفعلي حول جودة المياه، وموقع نظام تحديد المواقع العالمي (GPS)، وسرعة المياه، للإنذار المبكر ضد الفيضانات المفاجئة، وقياس جريان التلوث، ومراقبة تكاثر الطحالب.
خارج نطاق العلم، أطلق الناس رسائل معبأة في زجاجات للعثور على أصدقاء المراسلة، "دعاة الزجاجات" أرسلوا "زجاجات خطبة"، تم توجيه الزجاجات الحاملة للدعاية إلى الشواطئ الأجنبية، وقد أرسل الناجون تحيات شعرية محبة لأحبائهم المتوفين أو أرسلوا بقايا جثثهم المحترقة (الرماد) في رحلة أخيرة.
تشير التقديرات في عام 2009 إلى أنه منذ منتصف القرن العشرين، تم إصدار ستة ملايين رسالة معبأة في زجاجات، بما في ذلك 500000 رسالة من علماء المحيطات.

## تصميم الزجاجة ومعدلات الاسترداد
يتم ثقل موازنة بعض الزجاجات بالرمال الجافة بحيث تطفو عموديًا على سطح المحيط أو بالقرب منه، وتكون أقل تأثراً بالرياح والأمواج المتكسرة من الزجاجات الأخرى التي لم يتم تقثيل موازنتها عمدًا. تطفو الكتل الخشبية على ارتفاع أعلى في الماء، وبالتالي تتأثر أكثر بالرياح، وهو تصميم مناسب خصيصًا لمحاكاة مسارات انتقال النفايات البلاستيكية الأقل كثافة من الحاويات الزجاجية.
يُعتقد أن ضغط الماء على الفلين أو أي إغلاق آخر يحافظ على الزجاجة محكمة الغلق بشكل أفضل؛ تضمنت بعض التصميمات عصا خشبية لمنع الفلين من الانفجار. وقد نجت الأوعية ذات التصميمات الأقل علمية لفترات طويلة، بما في ذلك زجاجة طعام الأطفال وزجاجة بيرة الزنجبيل، وزجاجة سفن أب.
يتم بالفعل استرداد نسبة منخفضة من الزجاجات - التي يعتقد البعض أنها أقل من 3 بالمائة، لذلك يتم إطلاقها بأعداد كبيرة، وأحيانًا بالآلاف. تختلف معدلات الاسترداد المبلغ عنها للدراسات العلمية واسعة النطاق بناءً على محيط الإطلاق، وتتراوح من 11 بالمائة ( وودز هول، 156,276 زجاجة من عام 1948 إلى عام 1962، الأطلسي)، إلى 10 بالمائة (وودز هول، 165,566 زجاجة من عام 1960 إلى عام 1970, الأطلسي)، إلى 3.4 بالمائة (معهد سكريبس، 148384 زجاجة من 1954 إلى 1971، المحيط الهادئ). وقد تراوحت معدلات استرداد بطاقات الانجراف الأوقيانوغرافية من 50 بالمائة إذا تم إطلاقها في المناطق ذات الكثافة السكانية العالية (بحر الشمال، بوجيه ساوند) إلى 1 بالمائة في المناطق غير المأهولة (القارة القطبية الجنوبية). تنخفض معدلات الاسترداد مع إطلاق الزجاجات بعيدًا عن الشاطئ، حيث طور عالم المحيطات كيرتس إبسماير قاعدة عامة مفادها أن الزجاجات التي تم إطلاقها على بعد أكثر من 100 ميل من الشاطئ لها معدلات استرداد أقل من 10 بالمائة، و"نسبة قليلة فقط" من تلك الزجاجات التي تم إطلاقها لمسافة تزيد عن 1000 ميل من الشاطئ يتم انتشالها. ويجرف نحو 90 في المائة من الحطام البحري أقل من 10 في المائة من سواحل العالم، مما يؤدي إلى تفضيل الشواطئ المتعامدة مع تيار المحيط السائد. تميل الكائنات ذات خصائص الطفو المتشابهة إلى التجمع معًا.
وقال أحد علماء سكريبس إن الكائنات البحرية تنمو على الزجاجات، مما يؤدي إلى غرقها في غضون ثمانية إلى عشرة أشهر ما لم يتم غسلها إلى الشاطئ في وقت سابق. تم العثور على عدد غير معروف ولكن لم يتم الإبلاغ عنه.

## وقت ومسافة
لم يتم العثور على بعض الزجاجات المنجرفة لأكثر من قرن بعد إطلاقها.
قد تركب الأجسام العائمة الدوامات (أنظمة تيارات كبيرة متداولة) الموجودة في كل محيط، ويمكن أن تنتقل من دوامة محيط إلى محيط آخر. علاوة على ذلك، قد تنحرف الأجسام عن مسارها بسبب الرياح والعواصف والتيارات المضادة وتغير تيارات المحيط. وفقًا لذلك، سافرت الزجاجات المنجرفة لمسافات كبيرة، مع انجرافات تتراوح من 4000 إلى 6000 ميل وأكثر وأحيانًا تسير مسافة 100 ميل يوميًا - وهو أمر ليس بالأمر غير المألوف. انتقلت الزجاجات من بحر بوفورت فوق شمال ألاسكا وشمال غرب كندا إلى شمال أوروبا؛ ومن القارة القطبية الجنوبية إلى تسمانيا؛ ومن المكسيك إلى الفلبين؛ ومن بحر لابرادور في كندا وخليج بافن إلى الشواطئ الأيرلندية والفرنسية والاسكتلندية والنرويجية؛ من جزر غالاباغوس إلى أستراليا؛ ومن نيوزيلندا إلى إسبانيا ( أضداد عمليا). استنادًا إلى البيانات التجريبية التي تم جمعها منذ عام 1901، يقوم برنامج كمبيوتر يسمى OSCURS (محاكي تيار سطح المحيط) بمحاكاة حركة وتوقيت الأجسام العائمة رقميًا داخل الدوامات المحيطية وفيما بينها.
على الرغم من إطلاقها قبل فترات زمنية طويلة من العثور عليها، فقد تم العثور على بعض الزجاجات بالقرب من نقاط إطلاقها الأصلية، مثل رسالة أطلقتها فتاتان في عام 1915 وعُثر عليها في عام 2012 بالقرب من جزيرة هارسينز، ميشيغان، الولايات المتحدة، وتم إطلاق رسالة فتاة تبلغ من العمر عشر سنوات في خليج النهر الهندي في ولاية ديلاوير بالولايات المتحدة في عام 1971 وتم العثور عليها في متنزه ولاية ديلاوير سيشور المجاور في عام 2016.

## أمثلة تاريخية
تم إدراج الأمثلة التاريخية بترتيب زمني، بناءً على سنة الاسترداد (عند الاقتضاء):

### أمثلة مبكرة
- من المعروف[6] أنه في حوالي عام 310 قبل الميلاد، استخدم الفيلسوف اليوناني ثيوفراستوس، تلميذ أرسطو، الرسائل المعبأة في زجاجات لتحديد ما إذا كان البحر الأبيض المتوسط قد تشكل من تدفقالمحيط الأطلسي.[7]
- عندما واجه كريستوفر كولومبوس عاصفة شديدة أثناء عودته من أمريكا، قيل إنه كتب على الرق ما وجده في العالم الجديد وطلب إرساله إلى الملك فرديناند والملكة إيزابيلا، ولف الرق في قطعة قماش مشمعة ووضعها. في برميل خشبي كبير ليتم إلقاؤه فيالبحر.[42] لم يتم العثور على الاتصال أبدا.[42]استندت خريطة دوران المحيطات هذه، التي يرجع تاريخها إلى أواخر القرن الثامن عشر، إلى عمل بنجامين فرانكلين وجيمس بوبارد بعد إجراء تجارب الزجاجة العائمة، ويبدو أنهما لا يزالان غير مدركين لأصل تيار الخليج في خليج المكسيك.[43]
- في عام 1784، أرسل تشونوسوكي ماتسوياما رسالة توضح بالتفصيل تحطم سفينته و43 من رفاقه في زجاجة انجرفت إلى الشاطئ وعثر عليها جامع أعشاب بحرية ياباني في عام 1935 في قرية هيراتوريمورا، مسقط رأس ماتسوياما.[7][44]
- في 15 أبريل 1841، أطلق القائد ويلينجتون، دبليو سي كندريك، المتجه "من مدراس وكيب المتجه إلى لندن"، رسالة معبأة في زجاجات في وسط المحيط الأطلسي (عند 13 درجة).''لغرض إلقاء بعض الضوء على تيارات المحيط".[45]
- في عام 1847، من السفينة إيجل المحملة بالذرة للأيرلنديين الجائعين في وترفورد، أيرلندا، أسقط السيد جريج رسالة معبأة في زجاجات تتضمن موقعه (42.40 شمالًا، 54.10 غربًا) في 27 مارس، يطلب فيها إرسال الاكتشاف إلى المجلة البحرية (لندن). ) للنشر لتوفير معلومات عن التيارات الأطلسية. تم استرداد الزجاجة في 20 يوليو بواسطة النقيب روبرت أوك على متن سفينة الإيرادات كاليدونيا قبالة ساحل نيوفاوندلاند (46.36 شمالًا، 55.30 غربًا).تم تضمين هذا الرسم الرومانسي لإدوارد ريو لرسالة في زجاجة في كتاب جول فيرن الذي صدر في ستينيات القرن التاسع عشر بحثًا عن المنبوذين.[46]

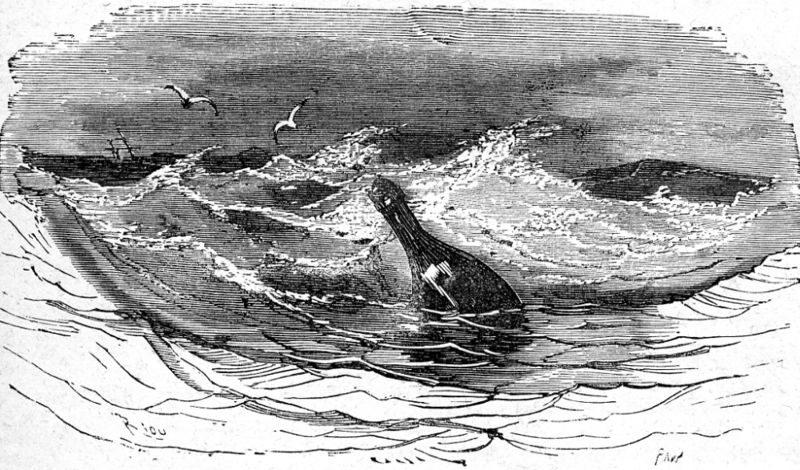
تم تضمين هذا الرسم الرومانسي لإدوارد ريو لرسالة في زجاجة في كتاب جول فيرن الذي صدر في ستينيات القرن التاسع عشر بحثًا عن المنبوذين.

- في فبراير 1862، أرسلت قاعة باشفورد "رسالة على قدميه في زجاجة تصف حالتها المحفوفة بالمخاطر". ومع ذلك، وصلت بسلام إلى فالماوث، إنجلترا في 6 مارس.[47]
- بعد غرق سفينة إس إس لندن في خليج بسكاي في 11 يناير 1866، ورد أنه تم العثور على رسائل معبأة في زجاجات - تم الإبلاغ عنها على أنها "رسائل وداع من الركاب إلى الأصدقاء والأقارب في إنجلترا" في الأشهر التالية.[48]رجل يطلق "قارب بريد سانت كيلدا" من الجزيرة المعزولة على بعد حوالي 110 ميل (180 كـم) شمال غرب البر الرئيسي الاسكتلندي، كاليفورنيا. 1898.[49] تتكون عادة من قربة من جلد الغنم توفر تعويمًا لمرفقات الرسائل على شكل قارب، وقد وصلت "قوارب البريد" إلى اسكتلندا بدرجة معينة من الموثوقية، وكذلك إلى الدول الاسكندنافية.[49]

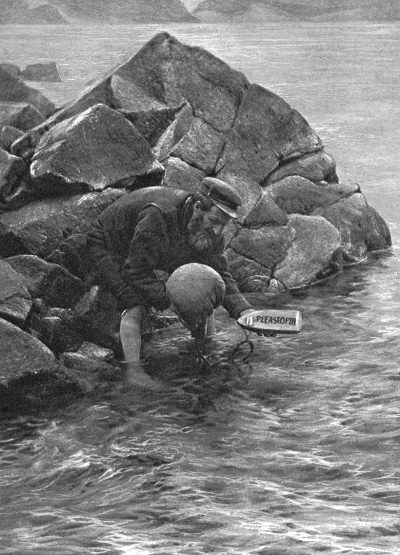
رجل يطلق "قارب بريد سانت كيلدا" من الجزيرة المعزولة على بعد حوالي شمال غرب البر الرئيسي الاسكتلندي، كاليفورنيا. 1898. تتكون عادة من قربة من جلد الغنم توفر تعويمًا لمرفقات الرسائل على شكل قارب، وقد وصلت "قوارب البريد" إلى اسكتلندا بدرجة معينة من الموثوقية، وكذلك إلى الدول الاسكندنافية.

- في عام 1875، أطلق مضيف السفينة فان هوديك وصبي المقصورة هنري تروسيلو من السفينة الشراعية البريطانية ليني 24 رسالة معبأة في زجاجات في خليج بسكاي، تحكي عن قتل المتمردين لقبطانهم وضباطهم.[50] وسرعان ما تلقت السلطات الفرنسية الرسالة، وأنقذت هوديك وتروسيلو، وقدمت المتمردين إلى العدالة.[50][51]
- في عام 1876، في جزيرة سانت كيلدا الاسكتلندية النائية، نشر الصحفي المستقل جون ساندز والبحارة النمساويون الذين تقطعت بهم السبل رسالتين يطلبان من القنصل النمساوي إنقاذهم بالمؤن.[52] الرسائل، كل منها موضوعة في علبة كاكاو متصلة بمثانة خروف للتعويم في ترتيب أطلق عليه فيما بعد "قارب بريد سانت كيلدا"،[53] تم اكتشافها في أوركني في غضون تسعة أيام وفي روس شاير بعد 22 يومًا.[52] منذ ذلك الوقت، أصبح إرسال "بريد سانت كيلدا" طقسًا ترفيهيًا لزوار الجزيرة، وغالبًا ما تركب الحاويات تيار الخليج إلى البر الرئيسي البريطاني وشتلاند وأوركني والدول الاسكندنافية.[52]"لقد وصلت فكرة الرسالة في الزجاجة إلى نوع من الرومانسية، ربما مبنية على جاذبية الغموض الغريب الذي قد تكشفه محتوياتها من مكان بعيد أو منذ زمن طويل."بول براون، رسائل من البحر[54]

### قرن ال 20
- زجاجات تحمل رسالة من تيتانيك (1912)[55] ولوسيتانيا (1915)[7] تم سردها على نطاق واسع على أنها حقيقة, ولكن حتى قبل العثور على هذه الزجاجات الأخبار الأيرلندية ذكر في أبريل 1912 أن" الكثير جدا "من هذه القصص تتحول إلى"خدع قاسية".[55]
- في فبراير 1916، عندما الألمانية زيبلين إل 19 شهدت طقسا غير موات وأضرار في المعركة وتعطل متعدد في المحرك بعد مهاجمة البريطانيين ميدلاندز تم إطلاق آخر رسالة لقائدها إلى رؤسائهم والرسائل الأخيرة للطاقم إلى الأقارب في بحر الشمال ليتم العثور عليها على الساحل السويدي بعد ستة أشهر.[56][57] ساهمت الأوصاف المكتوبة لكيفية رفض سفينة صيد بريطانية إنقاذ طاقم زيبلين الذي تم إسقاطه قائد سفينة الصيد الذي يدعي أنه يخشى أن يتغلب الطيارون الألمان على طاقمه غير المسلح في جدل دولي دائم.[58]
- في 23 ديسمبر 1927, فرانسيس ويلسون غرايسون ابنة أخت الرئيس الأمريكي وودرو ويلسون، كان محاولة أن تكون أول امرأة تقوم برحلة عبر المحيط الأطلسي (غير منفردة). ومع ذلك، اختفت طائرتها البرمائية سيكورسكي في طريقها من نيويورك لونغ آيلاند إلى هاربور جريس, نيوفاوندلاند, ولم يتم العثور عليه. تم العثور على رسالة المعبأة في زجاجات في ميناء سالم، ماساتشوستس، في يناير 1929، كانت الرسالة غير المصادق عليها تقول، "1928، نحن نتجمد. تسرب الغاز. نحن ننجرف قبالة جراند بانكس. غرايسون."
- في ديسمبر 1928، صائد يعمل عند مصب نهر أغاوا، أونتاريو، عثرت على مذكرة معبأة في زجاجات من أليس بيتريدج، مضيفة مساعدة في أوائل العشرينات من عمرها نجت في البداية من غرق سفينة الشحن في ديسمبر 1927 في عاصفة ثلجية كاملوبس و, قبل أن تموت هي نفسها, كتب "أنا آخر من بقي على قيد الحياة, التجميد والجوع حتى الموت جزيرة رويال في بحيرة سوبيريور. أريد فقط أن يعرف أبي وأمي مصيري."[59]
- في عام 1929، تم إطلاق زجاجة عرفت باسم الهولندي الطائر من قبل بعثة ألمانية لعلوم البحار مع تعليمات لأي مكتشفين للإبلاغ عن الاكتشاف مع إعادة الزجاجة إلى البحر.[14] تم العثور على الهولندي الطائر في عدة مواقع متتالية، وسافر 16000 ميل من نقطة إطلاقه في الجنوب المحيط الهندي، إلى كيب هورن في أمريكا الجنوبية، والعودة عبر المحيط الهندي إلى آخر اكتشاف تم الإبلاغ عنه في عام 1935 على الساحل الغربي لأستراليا.[14]
- في ليلة 28 مارس 1941 في اللحظات الأخيرة من معركة كيب ماتابان، على متن الطراد الغارق فيوم كتب البحار الإيطالي فرانشيسكو شيريكو رسالة وداع وألقاها في البحر في زجاجة. رسالة شيريكو، بما في ذلك ملاحظة، "يرجى إعطاء أخبار لأمي العزيزة أنني أموت من أجل الوطن" تم العثور عليها في عام 1952 بالقرب من فيلاسيميوس، سردينيا.[60]
- في 7 يناير 1943، تم العثور على زجاجة عصيرليمون شويبس بالقرب من وولنورث في الشمال الغربي تسمانيا، تحتوي على رسالة مقلمة ألقاها الجندي الأسترالي جون أوبي في البحر في 17 أبريل 1916 أثناء مرور سفينة قواته بين لقاء خليج و جزيرة الكنغر, جنوب أستراليا.[61] نجا أوبي نفسه لرؤية الرسالة تعود.[61]
- في يوم عيد الميلاد عام 1945، ألقى فرانك هايوستك، وهو عضو في الهيئة الطبية يبلغ من العمر 21 عامًا، زجاجة أسبرين محملة بالرسائل من سفينة ليبرتي الخاصة به عندما اقتربت من نيويورك، وتم العثور على الزجاجة بعد ثمانية أشهر بالقرب من دينجل، مقاطعة كيري، بواسطة خادمة الحليب الأيرلندية بريدا أو. سوليفان. بدأ ردها عبر البريد بمراسلة ألهمت هايوستك لتوفير المال لشراء تذكرة السفر لزيارة أوسوليفان في عام [62] طغى الاهتمام الإعلامي المكثف على "القصة الرومانسية المستحيلة"، في ذلك قصص مجلة تايم، على زيارتهم التي استمرت أسبوعين، وافترق الاثنان ولكنهما تقابلا حتى تزوجا من أشخاص آخرين في عامي 1958 و1959[62] استمر اهتمام وسائل الإعلام خلال الذكرى الستين لاجتماعهما،[63] بعد مرور عامين إلى ثلاثة أعوام على وفاتهما.[62]
- في عام 1955، تم العثور على زجاجة من بعثة ألمانية في القطب الجنوبي عام 1903 في نيوزيلندا، على بعد حوالي 3400 ميل من نقطة انطلاقها بين جزر كيرغولين وتسمانيا؛ ومع ذلك، يعتقد علماء الهيدروغرافيا أنها انجرفت حول العالم عدة مرات.[64]

في عام 1956، أرسل البحار السويدي آكي فايكنغ رسالة معبأة في زجاجة "إلى شخص جميل وبعيد" وصلت إلى فتاة صقلية تبلغ من العمر 17 عامًا تدعى باولينا، مما أدى إلى مراسلات بلغت ذروتها بزواجهما عام 1958. جذبت هذه القضية الكثير من الاهتمام لدرجة أن 4000 شخص احتفلوا بزفافهم.
- في عام 1959، أطلق مصنع غينيس للجعة 150 ألف زجاجة في المحيط الأطلسي والبحر الكاريبي في حملة ترويجية.[24] أفيد أن صيادي الإنويت في جزيرة كوتس، في خليج هدسون بكندا، عثروا على 80 من الزجاجات.[24]
- في عام 1969، أسقطت بعثة علمية كندية زجاجة رسائل من خلال ثقب في الجليد الطافي في القطب الشمالي التقريبي. تم العثور على الزجاجة في عام 1972 في شمال شرق أيسلندا.[66]
- في مايو 1976، أصدرت مجلة ناشيونال جيوغرافيك وورلد 1000 زجاجة - 250 أسبوعيًا - من السفينة السياحية سونغ أوف نورويج، مع تعليمات بخمس لغات لملء البطاقات وإعادتها، من أجل المساعدة في رسم خريطة لتيارات المحيط.[67]
- في عام 1978، اكتشف باحث روسي رسالة معبأة في زجاجات في أرض فرانز جوزيف، شمال البر الرئيسي لروسيا، أودعها كارل ويبريخت، قائد البعثة النمساوية المجرية في القطب الشمالي في الفترة من 1872 إلى 1874 والتي سعت إلى الممر الشمالي الشرقي.[68]
- تم العثور على رسالة تم إطلاق سراح زوجين أمريكيين من سفينة سياحية تقترب من هاواي في عام 1979 قبالة شاطئ سونجخلا بتايلاند من قبل جندي فيتنامي جنوبي سابق وعائلته أثناء فرارهم من النظام الشيوعي في ذلك البلد على متن قارب.[69] بدأت علاقة المراسلة في عام 1983، وعمل الزوجان مع إدارة الهجرة الأمريكية لمساعدة الأسرة الفيتنامية في الحصول على وضع اللاجئ في عام 1985 والانتقال إلى الولايات المتحدة.[69]
- في عام 1991، عُثر على رسالة معبأة في زجاجات في جزيرة فانكوفر بكندا، تحث على إطلاق سراح المنشق الصيني وي جينغشنغ.[24][25] يُعتقد أنه تم إطلاقه في عام 1980 بالقرب من جزيرة كيموي بالصين، ويُعتقد أنه كان من بين زجاجات الدعاية التايوانية التي تم إطلاقها نحو البر الرئيسي للصين.[24][25]
- فيما وُصف بأنه "ربما الرسالة الأكثر شهرة في قصة حب الزجاجة"،[70] في مارس 1999، قام صياد باستخراج زجاجة بيرة زنجبيل خضراء قبالة ساحل إسيكس، وكانت الزجاجة تحتوي على رسالة عمرها 84 عامًا تم إلقاؤها في القناة الإنجليزية في 9 سبتمبر 1914، على يد الجندي البريطاني الجندي توماس هيوز قبل أيام من مقتله في القتال في فرنسا.[32] رسالة هيوز، المكتوبة لتسليمها إلى زوجته التي توفيت في عام 1979، تم تسليمها بدلا من ذلك إلى ابنته البالغة من العمر 86 عاما في نيوزيلندا من قبل الصياد نفسه، الذي تم نقله مع زوجته جوا إلى نيوزيلندا على نفقة نيوزيلندا بوست.[32]

### قرن الواحد والعشرون
- تم العثور على زجاجة على شكل دمعة في مارس 2002 على شاطئ في كينت، إنجلترا، تحتوي على رسالة غير موقعة من امرأة فرنسية تعرب فيها عن حزنها الدائم على وفاة ابنها عن عمر يناهز 13 عامًا [71][72] أمضت الكاتبة البريطانية كارين ليبريش سنوات من البحث، وحاولت العثور على الأم دون جدوى، وفي نهاية المطاف نشرت كتابًا بعنوان "الرسالة في الزجاجة" (2006).[72] نُشر الكتاب باللغة الفرنسية عام 2009، مما أثار تغطية إعلامية ضخمة [71] نبهت الأم لأول مرة إلى اكتشاف رسالتها بالفعل.[72] قائلة إنها شعرت في البداية بالانتهاك من خلال نشر معاناتها الشخصية، بشرط استمرار عدم الكشف عن هويتها، ووافقت على إخبار ليبريش بتفاصيل وفاة ابنها عام 1981 في حادث دراجة، وعقود من المعاناة التي عاشتها بعد ذلك، والقصة المحيطة بالإفراج عن رسالتها من عبارة القناة الإنجليزية.[71][72]تم العثور على هذه البطاقة البريدية، التي تم إدخالها في زجاجة أطلقتها جمعية الأحياء البحرية في المملكة المتحدة حوالي عام 1906، في عام 2015.[16]

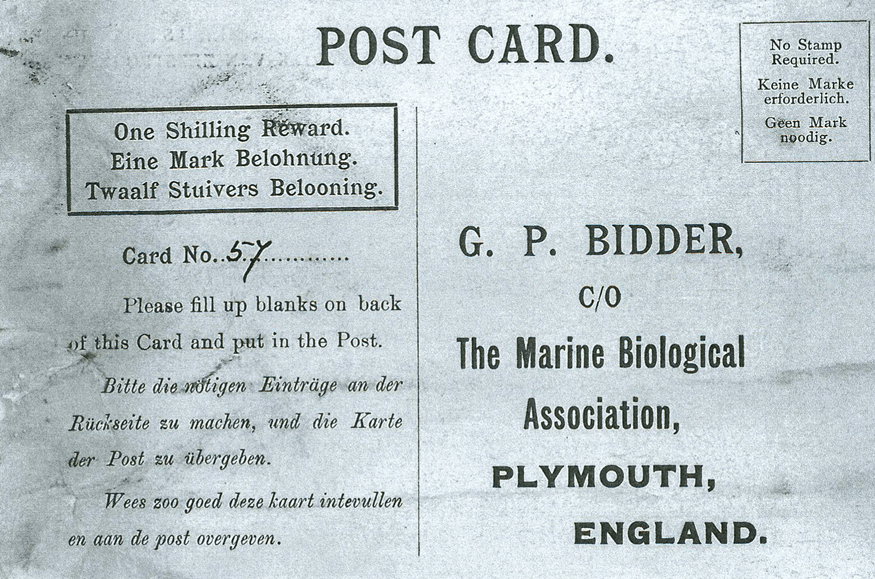
تم العثور على هذه البطاقة البريدية، التي تم إدخالها في زجاجة أطلقتها جمعية الأحياء البحرية في المملكة المتحدة حوالي عام 1906، في عام 2015.

- وفي مايو/أيار 2005، بعد ثلاثة أيام من تخلي مهربي البشر عن ثمانية وثمانين مهاجراً على متن قارب معطل، قام المهاجرون بربط زجاجة تحمل رسالة استغاثة بخيط طويل من سفينة صيد عابرة، وقام قبطانها بإبلاغ السلطات بإنقاذ المهاجرين.[73]
- في 10 ديسمبر 2006، تم إطلاق زجاجة انجرافية سفلية في 25 أبريل 1914 شمال شرق جزر شيتلاند بواسطة المختبر البحري في أبردين بالمملكة المتحدة، وتم انتشالها من قبل صياد من شتلاند، بعد أن قضت الزجاجة أكثر من 92 عامًا في البحر.[74]
- في أكتوبر 2011، في المياه قبالة الصومال، استخدم طاقم سفينة الشحن المقرصنة مونتكريستو زجاجة بها منارة وامضة لتنبيه سفن الناتو بأنها تراجعت إلى غرفة مدرعة، مما سمح لعملية الإنقاذ العسكرية بالمضي قدمًا مع العلم أن الطاقم لم يكن كذلك. رهينة.[75]
- في أبريل 2012، استعاد صياد سمك زجاجة انجرافة سفلية تم إطلاقها قبل 98 عامًا، في 10 يونيو 1914،[7][76] واحدة من 1890 زجاجة أطلقتها مدرسة جلاسكو للملاحة لاختبار التيارات السفلية في البحار المحيطة باسكتلندا.[77] تم اكتشاف عام 2012 شرق جزر شتلاند على يد سفينة Copious، وهي نفس سفينة الصيد المشاركة في اكتشاف عام 2006.[78]
- في حملة ترويجية عام 2013، أصدرت شركة المشروبات الغازية النرويجية سولو نسخة طبق الأصل من زجاجة صودا بطول 26 قدمًا ووزن 2.7 طن مزودة بكاميرا مخصصة، وأضواء ملاحة، ونظام تحديد تلقائي، وعاكس رادار، وتقنية تتبع نظام تحديد المواقع العالمي (GPS)، وكلها تعمل بالطاقة الشمسية. لوحات.[79] انجرفت المركبة من تينيريفي، جزر الكناري، أثناء بث موقعها، لكن قراصنة سرقوا إلكترونياتها قبل انتهاء رحلتها التي استغرقت خمسة أشهر في أرخبيل لوس روكيس بالقرب من فنزويلا.[80]
- في أبريل 2013، عثر أحد راكبي الأمواج بالطائرة الورقية بالقرب من مصب نهر نيريتفا في كرواتيا على زجاجة تحتوي على رسالة يُزعم أنها أُرسلت في عام 1985 من نوفا سكوتيا للوفاء بوعد "جوناثان" بالكتابة إلى "ماري".[81] وقد حظيت الرسالة باهتمام وسائل الإعلام الدولية.[82]
- في مارس 2014، عثر صياد على بحر البلطيق بالقرب من كيل على زجاجة عائمة تحتوي على بطاقة بريدية دنماركية مؤرخة في 17 مايو 1913، وموقعة من ابن خباز يبلغ من العمر 20 عامًا يُدعى ريتشارد بلاتز، والذي طلب تسليمها. إلى عنوانه في برلين.[36] حدد الباحثون مكان حفيدة بلاتز، التي كانت تبلغ من العمر 62 عامًا في ذلك الوقت، وسلموها رسالة عمرها 101 عام، بعد أن توفي بلاتز نفسه في عام 1946.[36]* تم العثور على هذه الرسالة المعبأة في زجاجات، والتي تم إصدارها في 12 يونيو 1886، من سفينة شراعية ألمانية في المحيط الهندي كجزء من دراسة الزجاجة العائمة، على شاطئ في غرب أستراليا في عام 2018.

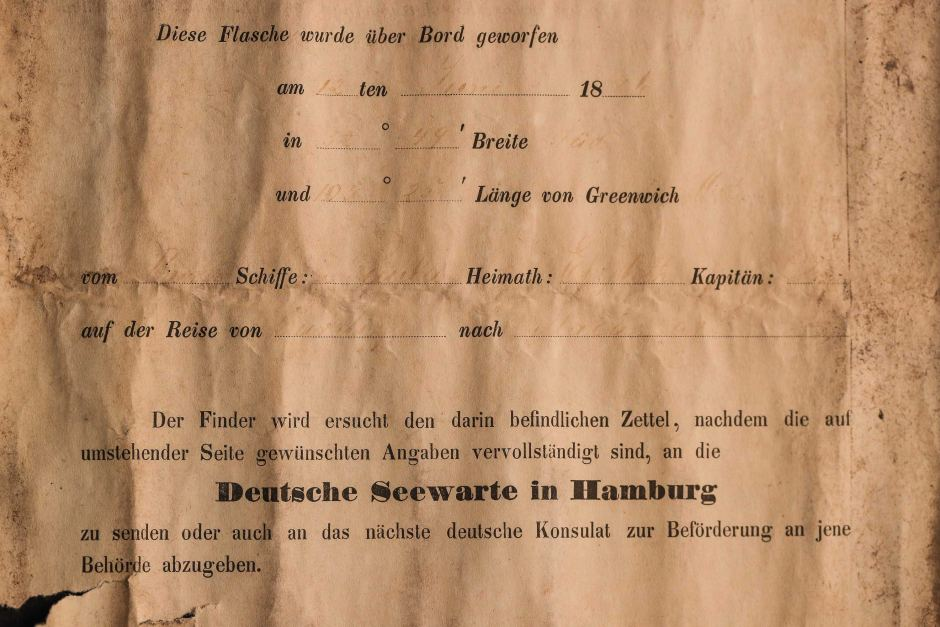
- تم العثور على هذه الرسالة المعبأة في زجاجات، والتي تم إصدارها في 12 يونيو 1886، من سفينة شراعية ألمانية في المحيط الهندي كجزء من دراسة الزجاجة العائمة، على شاطئ في غرب أستراليا في عام 2018.

- تم اكتشاف زجاجة عمرها 108 أعوام في جزيرة أمروم ببحر الشمال في أبريل 2015، أرسلتها جمعية الأحياء البحرية للمملكة المتحدة إلى بليموث، وكانت واحدة من 1020 زجاجة تم إطلاقها في بحر الشمال بين عامي 1904 و1906 بواسطة باحثين سابقين. رئيس الجمعية جورج باركر بيدر الثالث.[16]
- في عام 2016، أطلق المهاجرون الكوبيون الذين فروا من كوبا على متن قارب محلي الصنع، رسالة استغاثة معبأة في زجاجات يشكون فيها من معاملتهم أثناء احتجازهم لمدة 42 يومًا على متن سفينة تابعة لخفر السواحل الأمريكي.[83]
- في أواخر عام 2016، تم استرداد كاميرا فيديو GoPro مغطاة بعشب البرنقيل ومتشابكة مع عشب البحر، وتحتفظ بطاقة ذاكرة الكاميرا بلقطات تظهر مقدمة اجتياح الكاميرا إلى البحر قبل أربع سنوات، وكذلك تسجيل أول ساعتين تحت الماء قبالة خليج فينغال، أستراليا.[84]
- في عام 2017، انجرف قارب صغير بدون طيار صنعه طلاب المدارس الثانوية ومزود بألواح شمسية وأجهزة استشعار وكاميرا، في مسار غير متوقع من بالقرب من ولاية ماين، ليقترب من إسبانيا والبرتغال، ثم انجرف غربًا عائداً إلى المحيط الأطلسي وشمالًا ليتم اكتشافه في بينبيكولا. في الجزر الغربية لاسكتلندا.[85] كان القارب يحتوي على حجرة مقاومة للماء تحتوي على شريحة تجمع بيانات الاستشعار.[85]
- في يوليو 2017، قام أرمل اسكتلندي يبحث عن رفقة أنثى بوضع 2000 رسالة معبأة في زجاجات في مواقع مختلفة في جميع أنحاء المملكة المتحدة، وعلى الرغم من ادعائه أنه تلقى ردودًا من 50 امرأة، فقد توقف عن هذه الممارسة استجابةً للشكاوى العامة والتحقيق الذي أجرته وكالة حماية البيئة الاسكتلندية.[86]
- في يناير 2018، اكتشف زوجان يسيران على الشاطئ في غرب أستراليا رسالة معبأة في زجاجات تم إطلاقها في 12 يونيو 1886 من الباركيه الألماني باولا أثناء إجراء تجارب الزجاجة المنجرفة لصالح المرصد البحري الألماني.[37][38] تم التأكد من صحة الرسالة من خلال مجلة الأرصاد الجوية الأصلية لقبطان السفينة، وعلى مدار 131 عامًا، تجاوزت مدة السجل السابق الموثق البالغ 108 أعوام.[37][38] يُعتقد أن الزجاج السميك للزجاجة والتجويف الضيق لفتحتها يحميان الورق من العناصر.[37]
- في صيف عام 2018، تم اكتشاف رسالة مكتوبة على آلة كاتبة ومعبأة في زجاجات بتاريخ 26 مارس 1930، على سطح كاتدرائية جوسلار التي تعود إلى القرن الثاني عشر في جوسلار بألمانيا، موقعة من أربعة عمال بناء أسقف يتحسرون على الحالة الاقتصادية لذلك البلد.[87] تم اكتشاف الزجاجة من قبل عامل أسقف وهو حفيد أحد الموقعين، والذي كان يبلغ من العمر 18 عامًا متدربًا على الأسقف في عام[87] استبدل عمدة جوسلار الزجاجة بنسخة من رسالة عام 1930، مضيفًا رسالته السرية.[87]
- في مايو 2019، تم العثور على زجاجة جاتوريد بها رسالة من أربع صفحات، مكتوبة باللغة الإسبانية، في براون باي، بالقرب من جبل جامبير، جنوب أستراليا. تم إرسال الرسالة من كاليتا كوردوبا، بالقرب من كومودورو ريفادافيا، الأرجنتين من قبل أم وطفلين كإشادة محبة لزوجهم وأبيهم الذي توفي بسبب سكتة دماغية قبل عام.[88]
- في يونيو 2019، أطلق ثلاثة من المتنزهين المحاصرين فوق شلال على رافد أرويو سيكو في كاليفورنيا رسالة SOS المعبأة في زجاجات (Nalgene) والتي تم اكتشافها بسرعة على بعد ربع ميل (0.4 ميل). في اتجاه مجرى النهر، مما سمح بإنقاذهم بطائرة هليكوبتر في صباح اليوم التالي.[89][90]
- في أواخر عام 2019، تم العثور على رسالة معبأة في زجاجات أطلقها رايان ميد البالغ من العمر 12 عامًا في 1 أغسطس 1994 بالقرب من مصب نهر تاراماكو في نيوزيلندا، وقد حدث هذا الاكتشاف بعد أشهر فقط من وفاة ميد عن عمر يناهز 37 عامًا في حادث غريب. استنشاق الأبخرة أثناء وضع السجاد.[91]

## أحداث طويلة الأمد
جدول يسرد الأحداث الطويلة الأمد (> 25 عامًا) التي تتضمن رسائل في زجاجات:
| \| Sender \| Date launched \| Place launched \| Date found \| Place found \| Duration (years) \| Ref. \| \| ----------------------------------------------------------------------------------------------------------------------------------------------------- \| ------------- \| --------------------------------------------------- \| ---------- \| --------------------------------------------------- \| ---------------- \| ---------------- \| \| Chunosuke Matsuyama, seaman \| 1784 \| Island in Pacific \| 1935 \| Hiraturemura, اليابان \| 151 \| [7][92] \| \| James Ritchie and John Grieve \| 1887-10-06 \| إدنبرة، إسكتلندا s \| 2022-11-13 \| Under floorboards of house \| 135 \| [93] \| \| German sailing بارك (سفينة) [[ \\| ']]Wedge Island [لغات أخرى]‏George Parker Bidder [لغات أخرى]‏، الجمعية البيولوجية البحرية للمملكة المتحدة [لغات أخرى]‏ \| 1906-11-30 \| بحر الشمال \| 2015-04-17 \| جزيرة أمروم, Germany \| 108 \| [16][94][95][96] \| \| Bricklayers Wm Hanley, James Lennon \| 1907-07-03 \| Montclair State University، N.J.s \| 2019 \| Wall in College Hall \| 112 \| [97] \| \| كارل ويبريخت, co-leader, البعثة الاستكشافية القطبية النمساوية المجرية \| 1874 \| Lamont, أرخبيل فرنسوا جوزيف, Russia s \| 1978-08 \| Lamont, أرخبيل فرنسوا جوزيف, Russia \| 104 \| [98] \| \| Richard Platz \| 1913-05-17 \| بحر البلطيق \| 2014-03 \| Baltic Sea near كيل \| 101 \| [36] \| \| Glasgow School of Navigation \| 1914-06-10 \| Near إسكتلندا \| 2012-04 \| East of شتلاند \| 98 \| [76][77][78] \| \| Selina Pramstaller, Tillie Esper \| 1915 \| Harsens Island, Michigan, U.S. \| 2012 \| Harsens Island, Michigan, U.S. \| 96 \| [99] \| \| George Morrow \| 1926-11 \| Cheboygan, MI, U.S. (presumed) \| 2021-06 \| Cheboygan River \| 94.6 \| [100] \| \| Marine Laboratory, Aberdeen \| 1914-04-25 \| Near إسكتلندا \| 2006-12-10 \| Near شتلاند \| 92 \| [74] \| \| Erich Sanitter, Waldenburg \| 1929-07-08 \| خليج غدانسك \| 2019-10 \| Vistula Lagoon \| 90 \| [101] \| \| Willi Brandt, roofer, age 18 \| 1930-03-26 \| Goslar, Germany s \| 2018 \| Goslar Cathedral roof \| 88 \| [102] \| \| Carl Ott (business owner) \| 1930-05-20 \| Indianapolis, Indiana, U.S. s \| 2017-02 \| Construction site \| 86 \| [103] \| \| Thomas Hughes, WWI soldier \| 1914-09-09 \| بحر المانش \| 1999-03 \| Essex, نهر التمز \| 84 \| [32] \| \| "Flying Squad" joinery team \| 1934-07-16 \| Viewforth, إدنبرة s \| 2016-11 \| Wall of building \| 82 \| [104] \| \| John Stapleton Jr. age 14 \| 1938-09-05 \| جيرزي، جزر القناة الإنجليزية (deduced) \| 2020-02-18 \| جيرزي، جزر القناة الإنجليزية \| 81.4 \| [105] \| \| Navy of Czarist Russia \| 1913-07 \| بحر أوخوتسك, Russia \| 1995 \| Near كوردوفا (ألاسكا) \| 81 \| [106] \| \| (undetermined) \| 1935 \| Southampton Guildhall, U.K. s \| 2016 \| Southampton Guildhall, U.K. \| 81 \| [107] \| \| Herbert E. Hillbrick \| 1936 \| P&O cruise ship \| 2012 \| Ninety Mile Beach, NZ [لغات أخرى]‏ \| 76 \| [108] \| \| Victor Elliott, age 13 \| 1944-04-25 \| رالستون (أوكلاهوما) \| 2017-11-11 \| فورت سميث \| 73 \| [109] \| \| Lt. Col. Eugene J. McNamara \| 1948 \| Grand Hotel, يوكوهاما s \| 2016 \| New Grand Hotel \| 68 \| [110] \| \| Auschwitz prisoners, age 18–20 \| 1944-09-09 \| Near Auschwitz camp s \| 2009-04 \| Wall of bomb shelter \| 64 \| [111] \| \| WHOI \| 1956-04-26 \| South of نوفا سكوشا \| 2014-01-20 \| جزيرة سايبل \| 57 \| [112] \| \| U.S. Bureau of Commercial Fisheries \| 1962-05 \| Gulf of Mexico \| 2019-01 \| Padre Is. Nat. Seashore [لغات أخرى]‏, Texas \| 56.5 \| [113][114] \| \| NOAA's NEFSC \| 1959-09-19 \| Atlantic, off ماساتشوستس \| 2013-12-22 \| مارثا فينيارد, Mass. \| 54 \| [2] \| \| Paul Walker, geologist \| 1959-07-10 \| Ward Hunt Island, N. Canada s \| 2013 \| Ward Hunt Island, N. Canada \| 54 \| [115] \| \| German Antarctic Expedition \| 1903 \| Btw. Kerguelen Is.، تسمانيا \| 1955 \| نيوزيلندا \| 52 \| [64] \| \| Paul Tsiatsios, motel owner \| 1960+ \| نيوهامبشير, U.S. \| 2011 \| Turks and Caicos \| 51 \| [116][117] \| \| Soviet fishing vessel Sulak \| 1969-06-20 \| Pacific Ocean \| 2019-08-05 \| شيشماريف \| 50 \| [118] \| \| 13-year-old ship passenger \| 1969-11-17 \| 100 mi. E. of فريمانتل, W. Aus. \| 2019-07 \| Eyre Peninsula, S. Aus. \| 49 \| [119][120] \| \| Construction workers \| 1967-05-19 \| توومبا، QLD, Australia s \| 2016-09-08 \| Embedded in concrete \| 49 \| [121] \| \| NOAA Fisheries \| 1966 \| Bristol Bay, Alaska, U.S. \| 2013 \| كولد باي, U.S. \| 47 \| [122] \| \| High school science class \| 1972-12-01 \| Fire Island, N.Y., U.S. \| 2019-08 \| بروكهيفن [لغات أخرى]‏ \| 46.7 \| [123] \| \| "Donkeyman" James Robertson \| 1970-09-16 \| North Sea (assumed) \| 2017-01 \| نوردرناي, Germany \| 46.2 \| [124] \| \| Girl, age 6 \| 1971-09-06 \| Indian River Bay, Delaware, U.S. \| 2016-04-22 \| Del. Seashore State Park [لغات أخرى]‏ \| 44 \| [125] \| \| Boy, age 14 \| 1971-01-15 \| Cove Bay, Aberdeen, U.K. \| 2015 \| Rattray Head, Aberdeenshire \| 44 \| [126] \| \| Girl, age 11 \| 1974-08-29 \| Old Mission Peninsula, Michigan \| 2015 \| Old Mission Peninsula, Michigan \| 41 \| [127] \| \| Two junior high school girls \| 1975 \| Washington state, U.S. \| 2015-04-04 \| خليج ألاسكا, U.S. \| 40 \| [128] \| \| Print shop worker, age 31 \| 1983 \| أوماها (نبراسكا) \| 2020-03 \| روك بورت (ميزوري) \| 37 \| [129] \| \| High School Nat. Sci. Club \| 1984-07 \| تشوشي (تشيبا), Japan \| 2021 \| Hawaiian Paradise Park [لغات أخرى]‏ \| 37 \| [130] \| \| Boy, age 16 \| 1980-05-13 \| Albany, W. Australia \| 2016-06 \| \| 36 \| [131] \| \| Vacationer \| 1981-06-10 \| فرناندينا بيتش \| 2017-06-17 \| Little St. Simons Island, Georgia \| 36 \| [132] \| \| School; فورفار [لغات أخرى]‏, Scotland \| 1987 (est) \| بحر الشمال \| 2017-09-29 \| Key Largo, Fla. U.S. \| 30 \| [133] \| \| Girl, age 8 \| 1988-09-26 \| إديستو بيتش (كارولاينا الجنوبية) \| 2017-10 \| Sapelo Island, Georgia \| 29 \| [134] \| \| Boy, age 12 \| 1989-07 \| نهر ديترويت \| 2017-07-12 \| أمهيرستبارج (أونتاريو), Ontario \| 28 \| [135] \| \| "Jonathon" \| 1985 \| نوفا سكوشا (purported) \| 2013-04-17 \| كرواتيا \| 28 \| [81][82] \| \| Father, daughter, age 4 \| 1992 \| Near Baie Fine [لغات أخرى]‏، أونتاريو \| 2020-03 \| Hiawatha Isl(near جزيرة مانيتولين [لغات أخرى]‏، Ont) \| 28 \| [136] \| \| Jack Oppy, Australian soldier \| 1916-04-17 \| Between Encounter Bay & جزيرة كانغارو, S. Australia \| 1943-01-07 \| Woolnorth, NW تسمانيا \| 26.7 \| [61] \| \| مانيتوبا, Canada resident \| 1985 \| بحيرة وينيبيغ \| 2011 \| Near Libau, Manitoba \| 26 \| [137] \| \| Fifth grade class \| 1993-05 \| نهر ديلاوير (كانساس) \| 2019 \| تشيستر (إلينوي) \| 25 \| [138] \| \| Ryan Mead, age 12 \| 1994-08-01 \| Near غرايموث، نيوزيلندا \| 2019 \| Mouth of Taramakau River, NZ \| 25 \| [139] \| s denotes stationary messages (placed on land, not in a body of water). |               |                                                     |            |                                          |                  |                             |
| Sender | Date launched | Place launched                                      | Date found | Place found                              | Duration (years) | Ref.                        |
| Chunosuke Matsuyama, seaman | 1784          | Island in Pacific                                   | 1935       | Hiraturemura, اليابان                    | 151              | [ 7 ] [ 92 ]                |
| James Ritchie and John Grieve | 1887-10-06    | إدنبرة، إسكتلندا s                                  | 2022-11-13 | Under floorboards of house               | 135              | [ 93 ]                      |
| German sailing بارك (سفينة) [[ \| ']]Wedge Island ‏George Parker Bidder ‏، الجمعية البيولوجية البحرية للمملكة المتحدة ‏ | 1906-11-30    | بحر الشمال                                          | 2015-04-17 | جزيرة أمروم, Germany                     | 108              | [ 16 ] [ 94 ] [ 95 ] [ 96 ] |
| Bricklayers Wm Hanley, James Lennon | 1907-07-03    | Montclair State University، N.J.s                   | 2019       | Wall in College Hall                     | 112              | [ 97 ]                      |
| كارل ويبريخت, co-leader, البعثة الاستكشافية القطبية النمساوية المجرية | 1874          | Lamont, أرخبيل فرنسوا جوزيف, Russia s               | 1978-08    | Lamont, أرخبيل فرنسوا جوزيف, Russia      | 104              | [ 98 ]                      |
| Richard Platz | 1913-05-17    | بحر البلطيق                                         | 2014-03    | Baltic Sea near كيل                      | 101              | [ 36 ]                      |
| Glasgow School of Navigation | 1914-06-10    | Near إسكتلندا                                       | 2012-04    | East of شتلاند                           | 98               | [ 76 ] [ 77 ] [ 78 ]        |
| Selina Pramstaller, Tillie Esper | 1915          | Harsens Island, Michigan, U.S.                      | 2012       | Harsens Island, Michigan, U.S.           | 96               | [ 99 ]                      |
| George Morrow | 1926-11       | Cheboygan, MI, U.S. (presumed)                      | 2021-06    | Cheboygan River                          | 94.6             | [ 100 ]                     |
| Marine Laboratory, Aberdeen | 1914-04-25    | Near إسكتلندا                                       | 2006-12-10 | Near شتلاند                              | 92               | [ 74 ]                      |
| Erich Sanitter, Waldenburg | 1929-07-08    | خليج غدانسك                                         | 2019-10    | Vistula Lagoon                           | 90               | [ 101 ]                     |
| Willi Brandt, roofer, age 18 | 1930-03-26    | Goslar, Germany s                                   | 2018       | Goslar Cathedral roof                    | 88               | [ 102 ]                     |
| Carl Ott (business owner) | 1930-05-20    | Indianapolis, Indiana, U.S. s                       | 2017-02    | Construction site                        | 86               | [ 103 ]                     |
| Thomas Hughes, WWI soldier | 1914-09-09    | بحر المانش                                          | 1999-03    | Essex, نهر التمز                         | 84               | [ 32 ]                      |
| "Flying Squad" joinery team | 1934-07-16    | Viewforth, إدنبرة s                                 | 2016-11    | Wall of building                         | 82               | [ 104 ]                     |
| John Stapleton Jr. age 14 | 1938-09-05    | جيرزي، جزر القناة الإنجليزية (deduced)              | 2020-02-18 | جيرزي، جزر القناة الإنجليزية             | 81.4             | [ 105 ]                     |
| Navy of Czarist Russia | 1913-07       | بحر أوخوتسك, Russia                                 | 1995       | Near كوردوفا (ألاسكا)                    | 81               | [ 106 ]                     |
| (undetermined) | 1935          | Southampton Guildhall, U.K. s                       | 2016       | Southampton Guildhall, U.K.              | 81               | [ 107 ]                     |
| Herbert E. Hillbrick | 1936          | P&O cruise ship                                     | 2012       | Ninety Mile Beach, NZ ‏                   | 76               | [ 108 ]                     |
| Victor Elliott, age 13 | 1944-04-25    | رالستون (أوكلاهوما)                                 | 2017-11-11 | فورت سميث                                | 73               | [ 109 ]                     |
| Lt. Col. Eugene J. McNamara | 1948          | Grand Hotel, يوكوهاما s                             | 2016       | New Grand Hotel                          | 68               | [ 110 ]                     |
| Auschwitz prisoners, age 18–20 | 1944-09-09    | Near Auschwitz camp s                               | 2009-04    | Wall of bomb shelter                     | 64               | [ 111 ]                     |
| WHOI | 1956-04-26    | South of نوفا سكوشا                                 | 2014-01-20 | جزيرة سايبل                              | 57               | [ 112 ]                     |
| U.S. Bureau of Commercial Fisheries | 1962-05       | Gulf of Mexico                                      | 2019-01    | Padre Is. Nat. Seashore ‏, Texas          | 56.5             | [ 113 ] [ 114 ]             |
| NOAA's NEFSC | 1959-09-19    | Atlantic, off ماساتشوستس                            | 2013-12-22 | مارثا فينيارد, Mass.                     | 54               | [ 2 ]                       |
| Paul Walker, geologist | 1959-07-10    | Ward Hunt Island, N. Canada s                       | 2013       | Ward Hunt Island, N. Canada              | 54               | [ 115 ]                     |
| German Antarctic Expedition | 1903          | Btw. Kerguelen Is.، تسمانيا                         | 1955       | نيوزيلندا                                | 52               | [ 64 ]                      |
| Paul Tsiatsios, motel owner | 1960+         | نيوهامبشير, U.S.                                    | 2011       | Turks and Caicos                         | 51               | [ 116 ] [ 117 ]             |
| Soviet fishing vessel Sulak | 1969-06-20    | Pacific Ocean                                       | 2019-08-05 | شيشماريف                                 | 50               | [ 118 ]                     |
| 13-year-old ship passenger | 1969-11-17    | 100 mi. E. of فريمانتل, W. Aus.                     | 2019-07    | Eyre Peninsula, S. Aus.                  | 49               | [ 119 ] [ 120 ]             |
| Construction workers | 1967-05-19    | توومبا، QLD, Australia s                            | 2016-09-08 | Embedded in concrete                     | 49               | [ 121 ]                     |
| NOAA Fisheries | 1966          | Bristol Bay, Alaska, U.S.                           | 2013       | كولد باي, U.S.                           | 47               | [ 122 ]                     |
| High school science class | 1972-12-01    | Fire Island, N.Y., U.S.                             | 2019-08    | بروكهيفن ‏                                | 46.7             | [ 123 ]                     |
| "Donkeyman" James Robertson | 1970-09-16    | North Sea (assumed)                                 | 2017-01    | نوردرناي, Germany                        | 46.2             | [ 124 ]                     |
| Girl, age 6 | 1971-09-06    | Indian River Bay, Delaware, U.S.                    | 2016-04-22 | Del. Seashore State Park ‏                | 44               | [ 125 ]                     |
| Boy, age 14 | 1971-01-15    | Cove Bay, Aberdeen, U.K.                            | 2015       | Rattray Head, Aberdeenshire              | 44               | [ 126 ]                     |
| Girl, age 11 | 1974-08-29    | Old Mission Peninsula, Michigan                     | 2015       | Old Mission Peninsula, Michigan          | 41               | [ 127 ]                     |
| Two junior high school girls | 1975          | Washington state, U.S.                              | 2015-04-04 | خليج ألاسكا, U.S.                        | 40               | [ 128 ]                     |
| Print shop worker, age 31 | 1983          | أوماها (نبراسكا)                                    | 2020-03    | روك بورت (ميزوري)                        | 37               | [ 129 ]                     |
| High School Nat. Sci. Club | 1984-07       | تشوشي (تشيبا), Japan                                | 2021       | Hawaiian Paradise Park ‏                  | 37               | [ 130 ]                     |
| Boy, age 16 | 1980-05-13    | Albany, W. Australia                                | 2016-06    |                                          | 36               | [ 131 ]                     |
| Vacationer | 1981-06-10    | فرناندينا بيتش                                      | 2017-06-17 | Little St. Simons Island, Georgia        | 36               | [ 132 ]                     |
| School; فورفار ‏, Scotland | 1987 (est)    | بحر الشمال                                          | 2017-09-29 | Key Largo, Fla. U.S.                     | 30               | [ 133 ]                     |
| Girl, age 8 | 1988-09-26    | إديستو بيتش (كارولاينا الجنوبية)                    | 2017-10    | Sapelo Island, Georgia                   | 29               | [ 134 ]                     |
| Boy, age 12 | 1989-07       | نهر ديترويت                                         | 2017-07-12 | أمهيرستبارج (أونتاريو), Ontario          | 28               | [ 135 ]                     |
| "Jonathon" | 1985          | نوفا سكوشا (purported)                              | 2013-04-17 | كرواتيا                                  | 28               | [ 81 ] [ 82 ]               |
| Father, daughter, age 4 | 1992          | Near Baie Fine ‏، أونتاريو                           | 2020-03    | Hiawatha Isl(near جزيرة مانيتولين ‏، Ont) | 28               | [ 136 ]                     |
| Jack Oppy, Australian soldier | 1916-04-17    | Between Encounter Bay & جزيرة كانغارو, S. Australia | 1943-01-07 | Woolnorth, NW تسمانيا                    | 26.7             | [ 61 ]                      |
| مانيتوبا, Canada resident | 1985          | بحيرة وينيبيغ                                       | 2011       | Near Libau, Manitoba                     | 26               | [ 137 ]                     |
| Fifth grade class | 1993-05       | نهر ديلاوير (كانساس)                                | 2019       | تشيستر (إلينوي)                          | 25               | [ 138 ]                     |
| Ryan Mead, age 12 | 1994-08-01    | Near غرايموث، نيوزيلندا                             | 2019       | Mouth of Taramakau River, NZ             | 25               | [ 139 ]                     |

## تصورات الشعبية
إلى جانب الاهتمام بتجارب الزجاجة الانجرافية العلمية للمواطنين، غالبًا ما كانت تقاليد الرسالة في الزجاجة ذات طبيعة رومانسية أو شعرية. لقد تم إضفاء طابع رومانسي على مثل هذه الرسائل في الأدب، بدءًا من قصة إدجار آلان بو عام 1833 بعنوان "المخطوطة الموجودة في زجاجة " وحتى رواية نيكولاس سباركس عام 1998 "رسالة في زجاجة". كلينت بوفينجتون، موضوع الفيلم الوثائقي القصير لعام 2019 المد والجزر التي تربط / رسالة في قصة زجاجة، توقع في مقابلة مع صحيفة الغارديان أن إرسال رسالة معبأة في زجاجات يعبر عن الأمل في العثور على اتصال في عالم مليء بالخوف. في مجلة نيوزويك، روى رايان بورت رسائل تاريخية مختلفة على أنها صرخات طلبًا للمساعدة، أو "كلمات استسلام شعرية نهائية تُركت وراءها لبحر غير مبال"، أو من "أرواح وحيدة متيمة، تبحث عن الصدفة"، أو بحثًا عن " التأكيد الذي يأتي من مكان آخر غير نفسك". وصف بورت إرسال رسالة في زجاجة بأنه عمل رومانسي له "إمكانات سحرية لذيذة" أو "تسليم جزء من نفسك لشيء أكبر"، وخلص إلى أن "كل رسالة في زجاجة هي صلاة".
كان يُنظر إلى العثور على رسالة معبأة في زجاجات بشكل عام بشكل إيجابي، حيث أشار من وجد رسالة عمرها 98 عامًا إلى اكتشافه على أنه فوز باليانصيب. ومع ذلك، يقال إن اهتمام وسائل الإعلام المكثف بالعلاقة الشخصية التي نتجت عن اكتشاف إحدى النساء، دفعها إلى التعليق بأنها لو عرفت ما سيحدث، لكانت قد تركت الزجاجة على الشاطئ. وقالت امرأة أخرى إنها شعرت في البداية بالصدمة والانتهاك بسبب نشر المعاناة الشخصية التي عبرت عنها في رسالة معبأة في زجاجات لم تتوقع أبدًا العثورعليها أو قراءتها.

## طرق مماثلة باستخدام وسائل الإعلام الأخرى
تم تطبيق مصطلح "رسالة في زجاجة" على تقنيات الاتصال التي لا تتضمن حرفيًا زجاجة أو وسيلة نقل تعتمد على الماء، مثل لوحة بايونير (1972، 1973)، وسجل فوييجر الذهبي (1977)، وحتى الرسائل المحمولة لاسلكيًا (انظر النداء الكوني، رسالة سن المراهقة، رسالة من الأرض)، كلها موجهة إلى الفضاء.
يتضمن بريد البالون إرسال رسائل غير موجهة عبر الهواء وليس إلى المسطحات المائية. على سبيل المثال، أثناء الحصار البروسي لباريس عام 1870، تم إرسال حوالي 2.5 مليون رسالة بواسطة منطاد الهواء الساخن، وهي الطريقة الوحيدة التي يمكن أن تصل بها رسائل الباريسيين إلى بقية فرنسا.
أُطلق على الكبسولات الزمنية الثابتة اسم "رسائل في زجاجة"، مثل رسالة عام 1935 في زجاجة عصير ليمون تنذر بشكل صحيح بالأوقات الصعبة، والتي عثر عليها عمال البناء في عام 2016 أثناء ترميم حجر بورتلاند التالف في ساوثهامبتون جيلدهول. ترك أحد الجيولوجيين رسالة معبأة في زجاجات في عام 1959 في ركام من الحجارة في جزيرة وارد هانت المعزولة (كندا، خط عرض 83 درجة شمالًا)، مما سمح لمكتشفيها في عام 2013 بتحديد أن نهرًا جليديًا مجاورًا قد تراجع أكثر من 200 قدم خلال 54 عامًا. من الأمثلة الأكثر ديمومة لكبسولات الزمن هي كبسولات وستنجهاوس الزمنية في معرض نيويورك العالمي لعامي 1939 و1964، والتي كان من المقرر افتتاحها بعد 5000 عام من إنشائها.
قام سجناء معسكر اعتقال أوشفيتز بإخفاء زجاجات تحتوي على رسومات تخطيطية وكتابات تم العثور عليها بعد الحرب العالمية الثانية.
تحث بعض خدمات الطوارئ الطبية المرضى على تسجيل المعلومات التي تصف حالتهم الطبية، والأدوية وحساسية الأدوية، وجهات الاتصال في حالات الطوارئ بالإضافة إلى توجيهات الرعاية الصحية المتقدمة عندما يكون المرضى عاجزين أو يعانون من الخرف أو صعوبات التعلم، ووضع السجل على شكل "رسالة خاصة في زجاجة" مخزنة في الثلاجة (تقليديًا)، حيث يمكن للمسعفين تحديد موقعه بسرعة.

## قضايا بيئية
من المعروف أن الزجاجات البلاستيكية تشكل تلوثًا بحريًا بلاستيكيًا، وتنقسم في النهاية إلى قطع أصغر بسبب الأشعة فوق البنفسجية أو تحلل الملح أو حركة الأمواج. يمكن أن تتكسر الزجاجات إلى قطع ذات حواف حادة، وتبتلع الطيور البحرية أغطية الزجاجات.
تستمر بعض الوكالات في استخدام الزجاجات العائمة في القرن الحادي والعشرين، ولكن مع زيادة الوعي بأن العناصر العائمة التي يصنعها الإنسان يمكن أن تضر بالحياة البحرية أو تشكل مواد نفايات، بطاقات الانجراف القابلة للتحلل والعوارض الخشبية القابلة للتحلل بالحبر غير السام تكتسب استحسانًا.

## أنظر أيضا
- تمشيط الشاطئ
- التائه (جهاز عائم)
- الصندوق الأسود للأرض
- الحطام والحطام والحطام والمهمل
- العوامات الصديقة، ألعاب الحمام البلاستيكية التي تم إطلاقها عن طريق الخطأ في المحيط الهادئ في عام 1992[17]
- التجديف على الجليد
- ابتلاع تعويم
- رسالة في الزجاجة (أغنية الشرطة) (1979)
- رسالة في زجاجة (رواية نيكولاس سباركس) (1998)
- رسالة في الزجاجة (فيلم) (1999)
- رسالة في زجاجة (أغنية تايلور سويفت) (2021)